# Eric Frein
 (juillet 2020).
Eric Matthew Frein est un terroriste national américain et un meurtrier, reconnu coupable et condamné à mort pour l'attaque de la caserne de la police d'État de Pennsylvanie en 2014, au cours de laquelle il a tué un policier et en a gravement blessé un autre. Une lettre adressée à ses parents précisait qu'il espérait déclencher une révolution par ses actions.
Après avoir été identifié comme suspect trois jours après la fusillade, Frein a été la cible d'une vaste chasse à l'homme avant d'être capturé dans la nuit du 30 octobre 2014, dans un aéroport abandonné 48 jours après l'attaque.